# Panhard Dyna Z
Panhard Dyna Z – samochód osobowy produkowany przez francuską firmę Panhard w latach 1954-59.

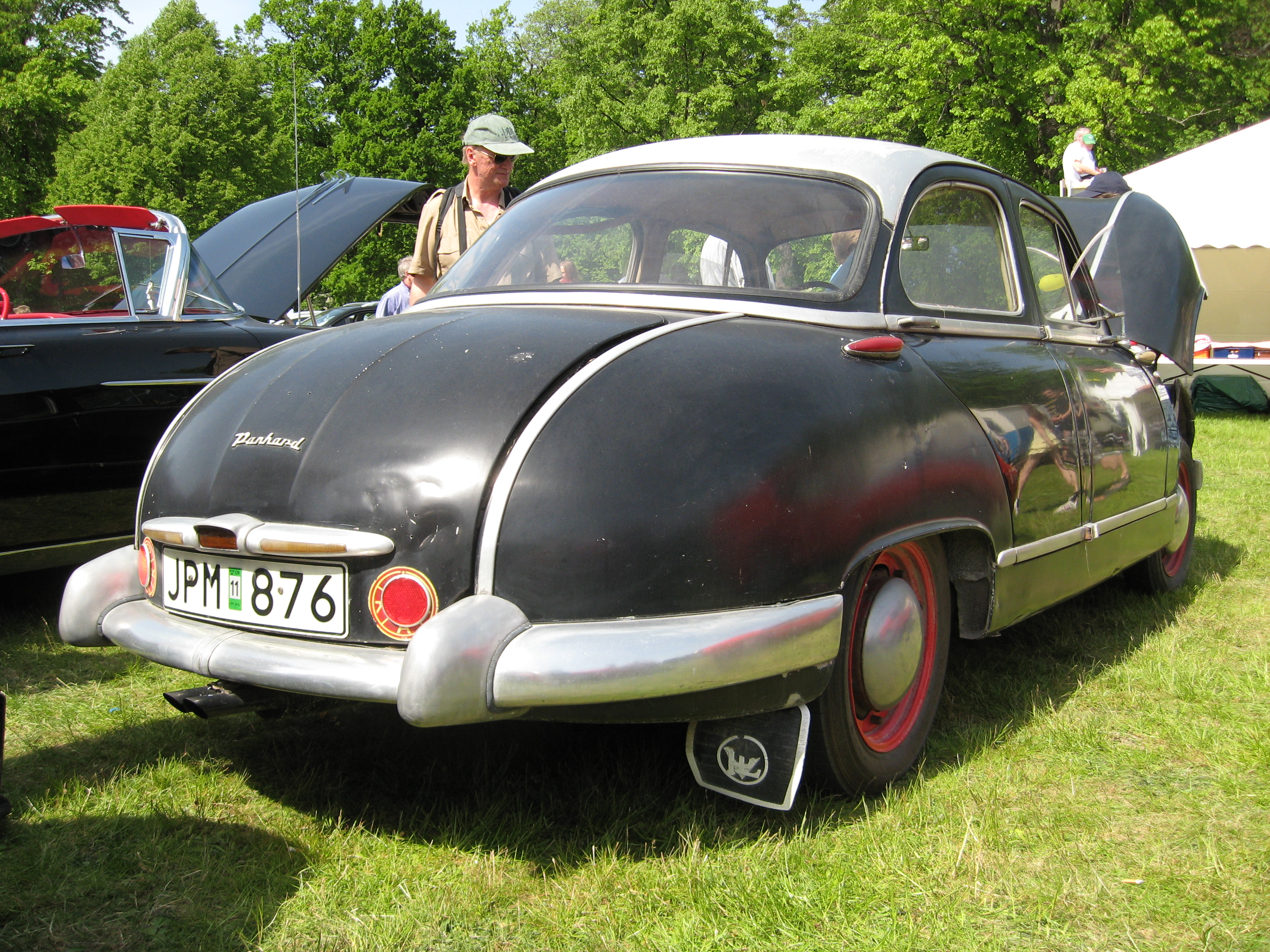
Widok z tyłu, model 1955
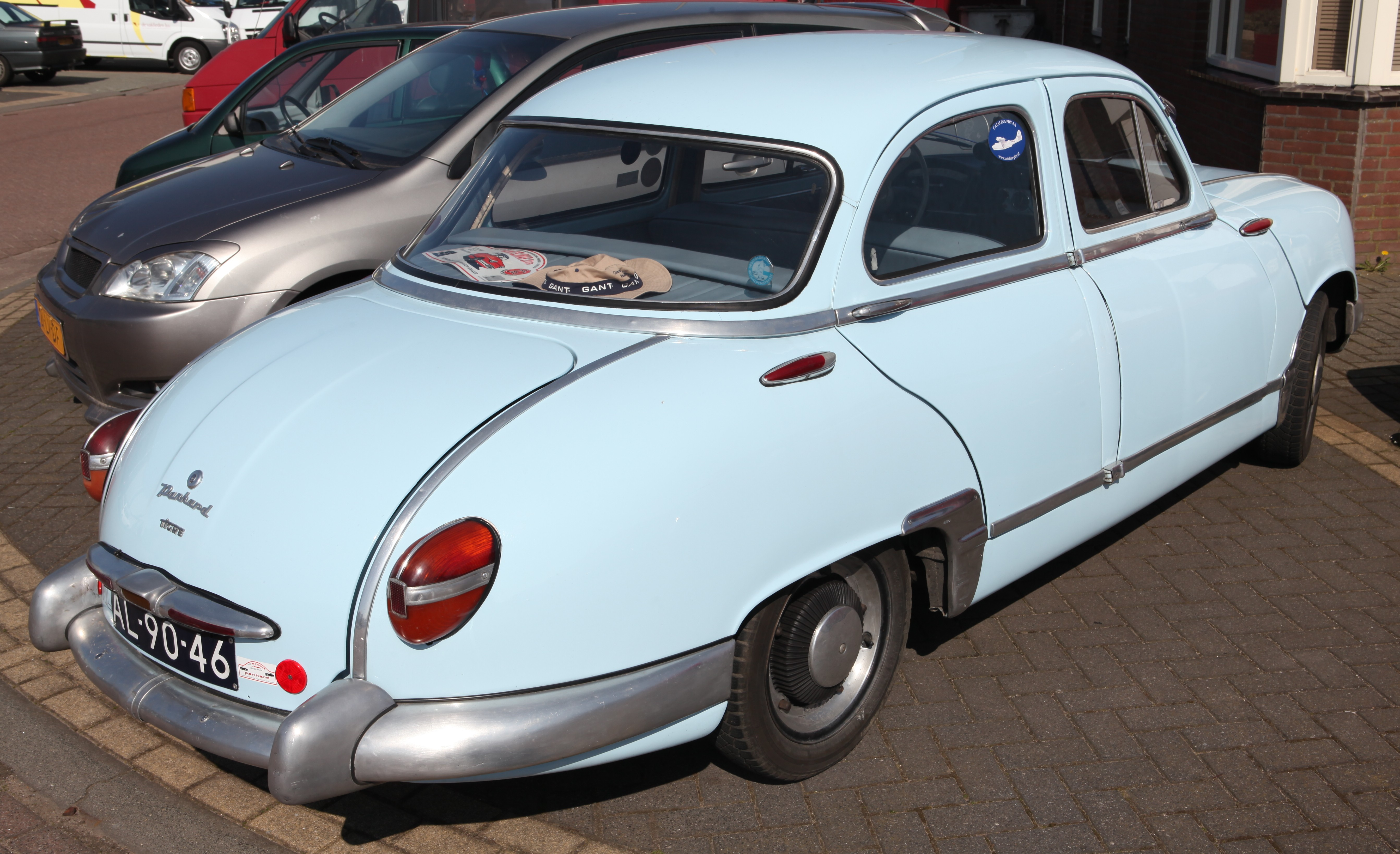
Tył późniejszego modelu
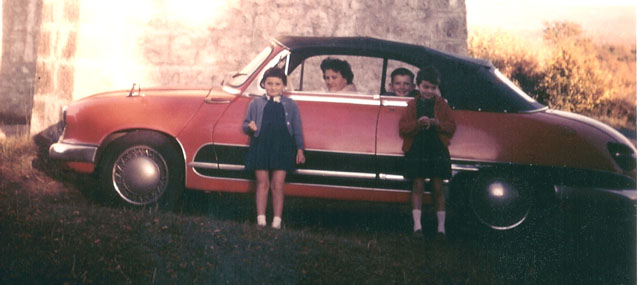
Kabriolet
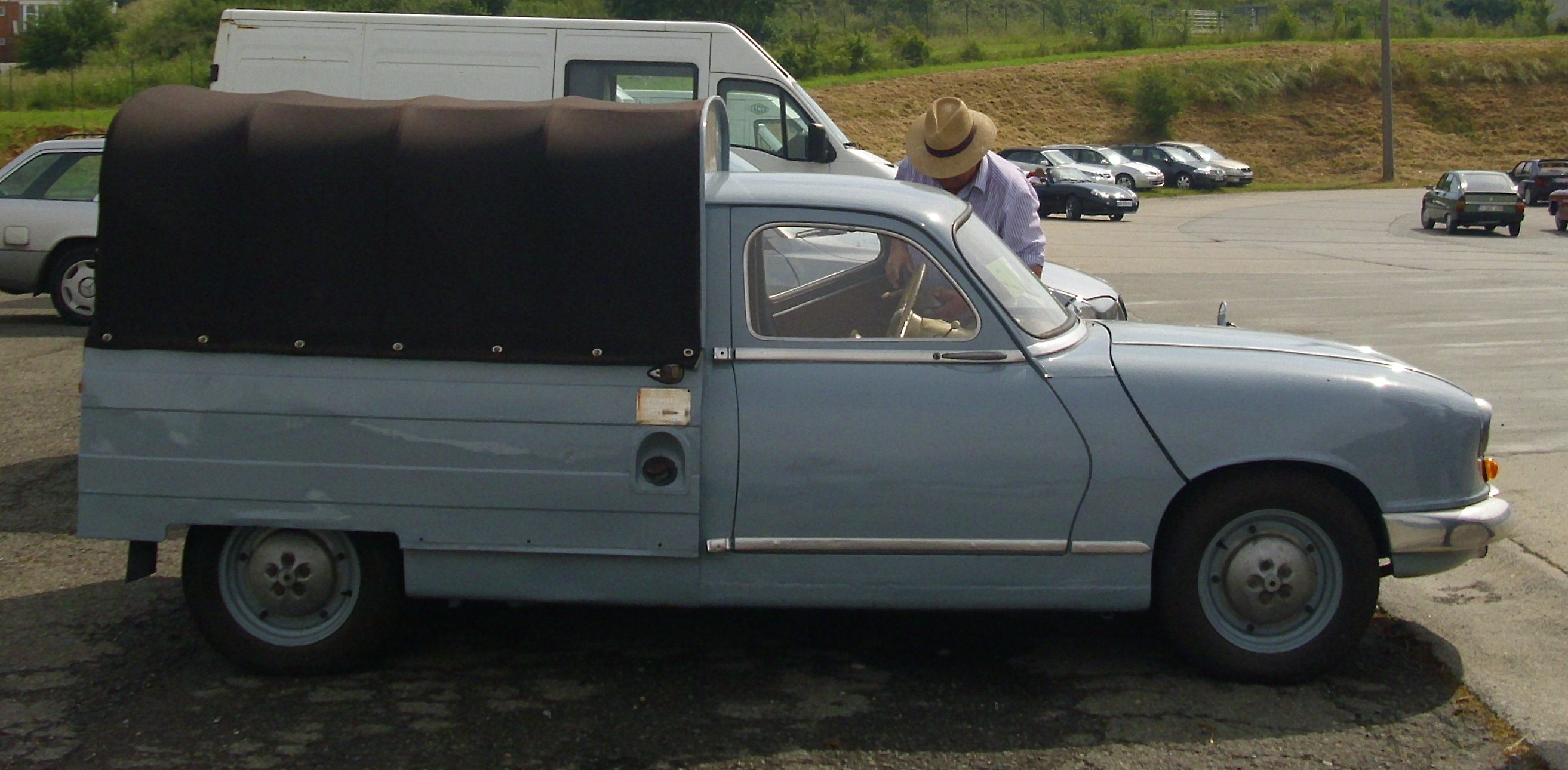
Pick-up